# Свобода не безкоштовна

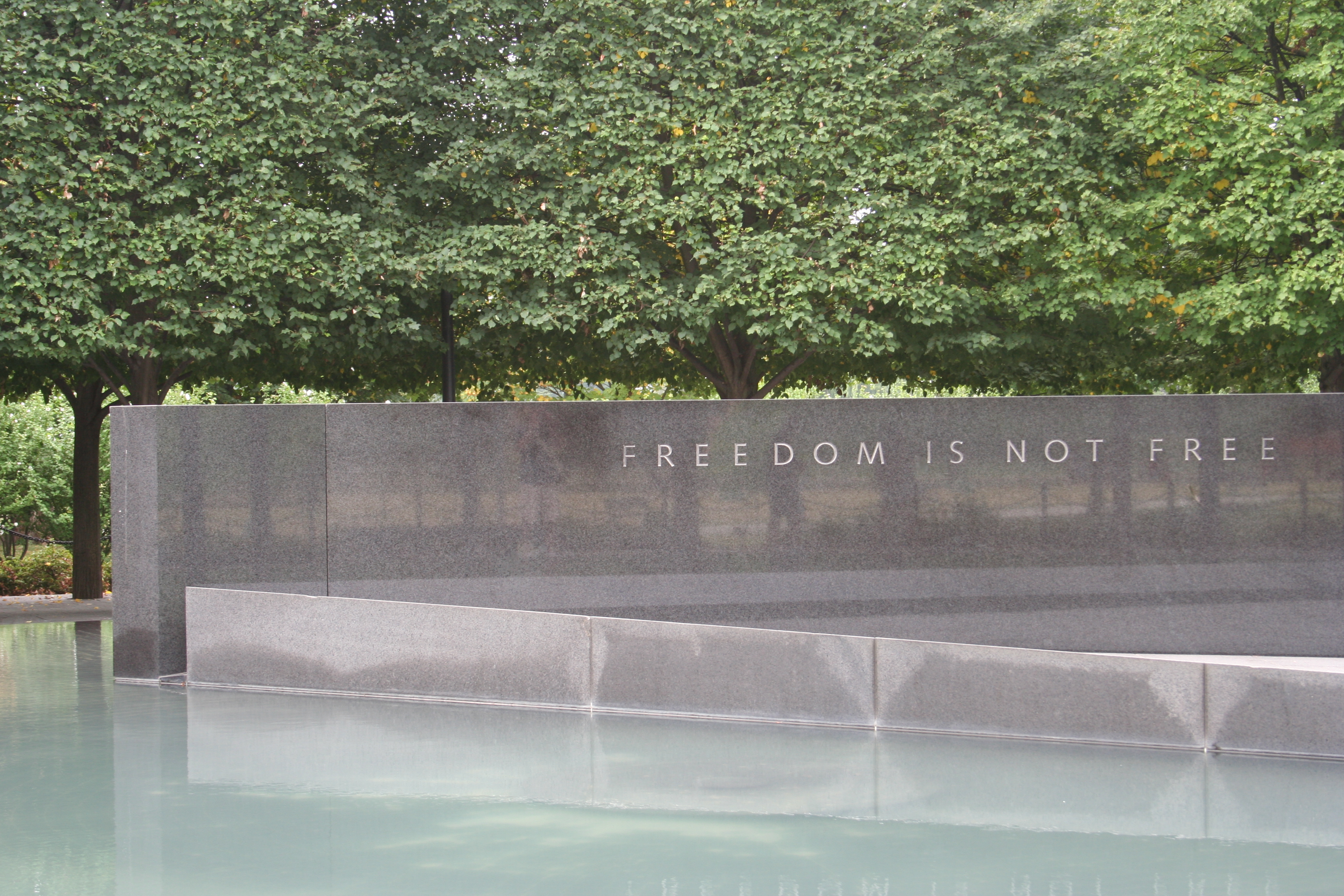
«Свобода не безкоштовна» — гравірування на Меморіалі ветеранів Корейської війни у Вашингтоні, округ Колумбія

«Свобода не безкоштовна» (англ. Freedom isn't free, freedom is not free, freedom's not free, freedom ain't free) — американська ідіома, широко використовувана в Сполучених Штатах Америки з метою висловлення вдячності військовим за захист громадянських прав і свобод. Вона може використовуватися як риторичний прийом.
Ідіома висловлює подяку за службу військовим, неявно стверджуючи, що свободи, якими користуються багато громадян у демократичних країнах, можливі лише завдяки ризикам і жертвам, зробленим військовими. Приказку часто використовують для висловлення поваги саме тим, хто віддав своє життя на захист свободи.
Слова «Свобода не безкоштовна» вигравіювано на Меморіалі ветеранів Корейської війни у Вашингтоні, округ Колумбія. Перед меморіалом є фонтан.